# Сокорь
Сокорь — хутор в Ахтубинском районе Астраханской области России. Входит в состав Капустиноярского сельсовета.

## География
Хутор находится в северной части Астраханской области, в восточной части Волго-Ахтубинской поймы у ерика Чумачек. Уличная сеть представлена одним объектом — ул. Сокорь. Абсолютная высота — 14 м ниже уровня моря.

Климат
Климат умеренный, резко континентальный. Характеризуется высокими температурами летом и низкими — зимой, малым количеством осадков, а также большими годовыми и летними суточными амплитудами температуры воздуха.

## Население
| 2002 | 2010 |
| ---- | ---- |
| 16   | ↘4   |

Гендерный состав
По данным Всероссийской переписи, в 2010 году численность населения хутора составляла 4 человека (2 мужчин и 2 женщин).
Национальный состав
Согласно результатам переписи 2002 года, в национальной структуре населения русские составляли 53 %, казахи 47 % из 15 чел.

## Улицы
На хуторе имеется одна улица — Сокорь.